# Стефаник, Элиз
Элиз Мари Стефаник (англ. Elise Marie Stefanik; род. 2 июля 1984, Олбани, США) — американский политический и государственный деятель, член Палаты представителей США от 21-го избирательного округа Нью-Йорка с 3 января 2015 года. Первая женщина, занявшая это место, а также первый политик-республиканец с 1993 года. Будучи председателем конференции республиканцев Палаты представителей с 2021 года по 2025 год, она занимает четвёртое место среди республиканцев в Палате представителей. Район Элиз Стефаник охватывает большую часть Северной страны и гор Адирондак, некоторые внешние пригороды Ютики и столичный округ Нью-Йорка. Элиз Стефаник было 30 лет, когда она впервые была избрана в Палату представителей США в Нью-Йорке в 2014 году. Это была самая молодая женщина, избранная в Конгресс на тот момент.
Элиз Стефаник была избрана председателем республиканской конференции Палаты представителей в мае 2021 года после того, как действующая председатель Лиз Чейни была отстранена от должности.
В ноябре 2024 года была номинирована постоянным представителем США при ООН, но по итогу Дональд Трамп отозвал её кандидатуру 27 марта 2025 года, чтобы она осталась членом Палаты Представителей.

## Биография

### Ранние годы и образование
Элиз Мария Стефаник родилась в Олбани, штат Нью-Йорк, 2 июля 1984 года в семье Мелани и Кеннета Стефаник. Её отец имеет чехословацкое происхождение, а мать — итальянское. Её родители владеют компанией Premium Plywood Products, оптовым дистрибьютором фанеры, базирующейся в Гульдерланд-центре.
В октябре 1998 года, когда ей было 14 лет, Элиз Стефаник была упомянута в статье Times Union о сенаторе США Эле Д’Амато. В статье цитируются её слова: «Я поддерживаю точку зрения республиканцев, особенно его». Элиз Стефаник проработала в Вашингтоне шесть лет, прежде чем заняться политикой. По словам Элиз Стефаник, она впервые задумалась о карьере на государственной службе и в политике после терактов 11 сентября.
Окончила Академию для девочек в Олбани, а затем Гарвардский колледж, получив степень бакалавра искусств в области государственного управления в 2006 году. В 2004 году была избрана вице-президентом Гарвардского института политики (Harvard Institute of Politics). В Гарварде получила почётное упоминание Премии женского лидерства. По словам члена палаты представителей Генри Куэльяра, по состоянию на август 2023 года Элиз Стефаник, Джейк ЛаТернер и он обучаются в программе магистратуры по обороне и стратегическим исследованиям в Военно-морском колледже.

### Ранняя карьера и личная жизнь
После окончания Гарварда она присоединилась к администрации Джорджа Буша-младшего в качестве сотрудника Совета по внутренней политике США. Позже Элиз Стефаник работала в офисе Джошуа Болтена, руководителя аппарата Белого дома. В 2009 году она основала блог American Maggie, платформу для продвижения взглядов «консервативных и республиканцев», названную в честь премьер-министра Великобритании Маргарет Тэтчер.
Элиз Стефаник помогала готовить республиканскую платформу в 2012 году, работала директором по новым медиа в президентском исследовательском комитете Тима Павленти и работала в Фонде защиты демократии и внешнеполитических инициатив. Она руководила подготовкой конгрессмена Пола Райана к президентским дебатам 2012 года. После того как Митт Ромни и Пол Райан проиграли президентские выборы 2012 года, она вернулась в северную часть штата Нью-Йорк и присоединилась к бизнесу своих родителей.
После выборов 2012 года Элиз Стефаник купила дом в Уиллсборо, недалеко от Платсбурга. Её родители много лет владели загородным домом в Уиллсборо. К апрелю 2014 года ей принадлежала миноритарная доля в таунхаусе недалеко от Капитолийского холма в Вашингтоне, округ Колумбия, стоимостью 1,3 миллиона долларов.
19 августа 2017 года в Саратога-Спрингс, штат Нью-Йорк, Элиз Стефаник вышла замуж за Мэтью Манду, который работает в сфере маркетинга и коммуникаций. В декабре 2018 года Элиз Стефаник и Мэтью Манда переехали в Шайлервилл, недалеко от Саратога-Спрингс. С 2022 года Мэтью Манда работает менеджером по связям с общественностью Национального фонда стрелкового спорта, торговой ассоциации производителей огнестрельного оружия. Их первый ребёнок родился в 2021 году. Элиз Стефаник — католик.

### Палата представителей США
В августе 2013 года Элиз Стефаник выдвинула свою кандидатуру на выборах 2014 года в Палату представителей США в 21-м избирательном округе Нью-Йорка. Округ находился в руках республиканцев в течение 100 лет, прежде чем демократ Билл Оуэнс был избран представлять его на внеочередных выборах 2009 года. В январе 2014 года Оуэнс объявил, что не будет добиваться переизбрания. Дуг Хоффман, кандидат от Консервативной партии в 2009 году, поддержал Элиз Стефаник.
Элиз Стефаник победила Мэтта Доэни на первичных республиканских выборах 2014 года с 61 % против 39 %. На всеобщих выборах 4 ноября она встретилась с Аароном Вульфом, кандидатом от Демократической партии, и Мэттом Фуничелло, кандидатом от Партии зелёных. Элиз Стефаник победила, набрав 55 % голосов против 34 % и 11 % соответственно. В 30 лет она стала самой молодой женщиной, когда-либо избранной в Конгресс на тот момент.

### Постпред США при ООН
В ноябре 2024 года Трамп номинировал Элиз Стефаник на должность постоянного представителя США при ООН. По информации CNN, после назначения Элиз Стефаник перестала отстаивать свою позицию по членству Украины в НАТО, которую ранее считала критически важной и дала понять, что будет придерживаться в этом вопросе политики Трампа.
27 марта 2025 года кандидатура была отозвана, из опасений, что уход Стефаник в ООН может нарушить шаткое превосходство республиканцев в Палате представителей.

## Политические взгляды

### Дональд Трамп
Стефаник — сторонник Дональда Трампа. Она решительно выступила против первого импичмента Трампу в 2019 году на фоне скандала Трампа с Украиной и поддержала попытки Трампа отменить президентские выборы в США 2020 года, возражая против голосов выборщиков Пенсильвании после того, как сторонники Трампа были замешаны в нападении на Капитолий США в 2021 году.

### Израиль
Элиз Стефаник известна своими произраильскими убеждениями, Стефаник привлекла к себе внимание всей страны в декабре 2023 года за ее интенсивные допросы президентов университетов во время широко транслируемых по телевидению слушаний в Конгрессе США по антисемитизму. Допрос Стефаник способствовал последующей отставке Лиз Магилл, президента Университета Пенсильвании. Стефаник была награждена премией доктора Мириам и Шелдона Адельсона «Защитник Израиля» от Сионистской организации Америки. Она поддержала точку зрения, что Израиль имеет «библейское право» на Западный берег. Стефаник выступила с резкой критикой в адрес Организации Объединенных Наций, назвав ее «глубоким рассадником антисемитизма». Кроме того, Стефаник анонсировала санкции в отношении Международного уголовного суда и закрытие Ближневосточного агентства ООН для помощи палестинским беженцам, обвинив организацию в поддержке ХАМАС и участии в нападении на Израиль 7 октября.

### Аборты
Сторонница ограничения абортов. Она выступает против финансирования абортов налогоплательщиками. Она также поддерживает законодательство, запрещающее аборты после 15 недель беременности, за исключением случаев изнасилования, инцеста или для защиты жизни беременной женщины.

### Налоги
Стефаник проголосовала против Закона о сокращении налогов и создании рабочих мест 2017 года. В посте на Facebook от 18 декабря она написала: «Окончательный законопроект не защищает должным образом вычет налога штата и местных налогов, на который рассчитывают многие в нашем округе и по всему Нью-Йорку… Нью-Йорк является одним из самых высоконалоговых штатов в стране, и семьи здесь полагаются на этот важный вычет, чтобы свести концы с концами».